# メダル・オブ・オナー ヨーロッパ強襲
『メダル・オブ・オナー ヨーロッパ強襲』（メダル・オブ・オナー ヨーロッパきょうしゅう、英題：Medal of Honor: European Assault）とはエレクトロニック・アーツより発売されているファーストパーソン・シューティングゲームである。公式なジャンルはミリタリーFPS（ファースト・パーソン・シューター）。PlayStation 2版『メダル・オブ・オナー』シリーズの3作目。Xbox（日本では未発売）及びニンテンドー ゲームキューブでも発売されている。

## 概要
本作は舞台を再度ヨーロッパ周辺に移し、北アフリカやスターリングラードなども登場する。
日本語版と北米版の違いは、タイトル画面やメインメニュー画面で背景に現れる鉄十字が、北米版ではハーケンクロイツになっている点である。
前作『パシフィック・アサルト』が英題を音訳しているのに対し、本作は『〜強襲』と和訳している。本作を前作のように音訳すれば『ヨーロピアン・アサルト』となる。
本作の脚本は『地獄の黙示録』で知られるジョン・ミリアスが担当しており、主人公に台詞があるなど他シリーズとは違った特徴を持っている（本シリーズ（FPS全般）の主人公は基本的に喋らない）。作曲はクリストファー・レナーツで、オーケストラ編曲として佐藤賢太郎も参加している。

## ストーリー
"弱さや恐れを見せた時、

　自由あるその国家は永遠に消し去られてしまうであろう…"—ドワイト・D・アイゼンハワー
1942年3月28日、第二次世界大戦においてナチス・ドイツがヨーロッパ中を席巻していたころ、ナチスの海上封鎖によって窮地にさらされたイギリスは、事態を打開するためにある作戦を発動させる。作戦名「チャリオット作戦」。大西洋に面する港で戦艦「ティルピッツ」が唯一入港できた乾ドックを有する街、サン・ナゼールの街を襲い、乾ドックを破壊しようというのである。一見無謀にも見えたこの作戦に参加するイギリス軍のコマンドー兵の中に唯一のアメリカ人、諜報組織「戦略諜報局(OSS)」 に所属するウィリアム・ホルト中尉の姿もあった……。このチャリオット作戦からホルトの長い戦いが始まるのだった。

## 登場人物

### 主要人物
ウィリアム・ホルト (William Holt)
声優：小山力也
OSS（戦略情報局）に所属する若き中尉。行動力と実直さを上層部に認められ、OSSに配属された。ゲームはこのホルトの視点を通じて展開される。各キャンペーンの開始時には戦争に関する実写映像とともに年老いたホルトの声で当時を振り返るような語りが流れるが、途中で若い声に変わり語りが現在形になった後、CGムービーに移行するという演出がされる。この語りや公式サイトで、ホルト自身は他の兵士と変わりのない「平凡な兵隊」としての側面を繰り返し強調されており、この「英雄」と「兵隊」との概念の対比は今作での1つのテーマとなっている。他国の兵と協力することが多いため、作中ではしばしば「アメリカ人」と呼ばれる。
マノン・デュシャン (Manon Du Champs)
声優：田中敦子
イギリスのSOE（特殊作戦執行部）の女性諜報員。フランス人で、ナチス・ドイツからの祖国の解放を目指しレジスタンス運動を続けるうち、SOEにスカウトされた。フォン・シュレイダーに関する特別な情報を得てしまったため、ベルギーのとある村でドイツ軍将校に監禁されてしまった。プレイステーション用ソフト『Medal of Honor Underground』に登場する「マノン・バティステ( Manon Batiste )」と設定上は同じ人物。
フォン・シュレイダー (Von Schrader)
ナチス・ドイツ武装親衛隊の将校。このゲームの最終ボス。V2ロケット等様々な兵器開発に関与しており、このゲームでは重要人物の一人である。極秘裏に核兵器の開発を行っており、最後は核兵器の爆破直前にホルトに射殺された。

### イギリス軍
バリッシュ一等兵、エドマンズ一等兵、バリントン二等兵
「サンナゼール強襲」にて、ホルトと行動するチームAI。
ブリストル一等兵、ジャミソン一等兵、オニール軍曹
「灯の消えた港町」で、行動を共にする仲間。
クイン一等兵、バーキンス一等兵、エドマンズ一等兵
「暁の脱出」での、チーム。全員がイギリス人。エドマンズ一等兵は「サンナゼール強襲」で登場している。
ジャミソン一等兵、カー二等兵、ベーカー二等兵
北アフリカ戦線で共に行動する、「砂漠のネズミ」という皮肉を名を冠したイギリス兵達。「灯の消えた港町」で行動を共にするジャミソン一等兵とは別人である。
ブラット伍長、リシック伍長、アボット軍曹
チュニジアのドイツ軍地下掩蔽壕に拘束されていた、SASの隊員達。尚、彼らを救出しなくともミッションはクリア可能である。
ベック大尉
冒頭の「チャリオット作戦」で登場する無線兵、彼を援護しながら駆逐艦、キャンベルタウンに戻る事になる。
カーパー
「灯の消えた港町」で、行動を共にする仲間。倉庫のドアを開けるよう命令された。
モルガン
「暁の脱出」で共に戦う兵士。
ビショップ
「暁の脱出」で共に戦う兵士。
ハリソン
「暁の脱出」に登場するイギリス兵のAI。チームではないので操作できない。民家の2階から援護を任される。それ以外に特に出番が無い脇役。
ウェルズ
「暁の脱出」に登場するイギリス兵のAI。チームではないので操作できない。ハリソンと同じく援護を任される。
ベンソン
第2小隊に所属する兵士、サンナゼールで戦う際バーキンスから、扉を吹き飛ばせと言われたイギリス兵。そのほかには出番がない端役。
ロリンズ
「サンナゼール強襲」にてドイツ軍の掩蔽壕付近の安全の確保を命じられた兵士。
ウィンターズ
第2小隊に所属する兵士。サンナゼール市街地のヘアピンカーブの坂で死亡している。
ライリー
冒頭のムービーで駆逐艦キャンベルタウンの軍旗を上げるよう命じられた兵士。

### ソ連軍
ディミトリ
ソ連軍、パルチザン部隊の一員、スターリングラードの道のムービーで登場する。
グレゴーリ
パルチザンに所属している。スターリングラード付近では、偵察を任されるが戻ってきたときホルトとディミトリに敵と間違えられる。
マルダヴォノフ、ヴァシレバ、フォシュコビッチ
パルチザン部隊の兵士。スターリングラード付近でドイツ軍の列車砲の破壊と教会の奪還をともに行う。
ドンスコイ大尉、バドリン中尉、トロフィモフ少尉
ママエフの丘で行動するソ連軍将校。ホルトと牧師館を制圧する。
セルゲイ
ママエフの丘で登場する兵士。ホルトを援護する。

### アメリカ軍
ウィリアム・ホルト
主要登場人物を参照。
クロケット
ベルギーのクリンケルト付近の街でホルトと同じチームになる軍曹。自称「ラッキーナンバーセブンの男」。市街地で見張りに立った時にドイツ軍の砲撃により爆死した。
オルセン伍長、ハル軍曹、ジェニングス伍長
クリンケルト付近の街での仲間。ホルトと共に奮戦する、ハル軍曹は「救出作戦」でも登場しているがおそらく別人と思われる。
ロジャース中尉、ラミレス中尉
「救出作戦」でマノン・デュシャンを奪還するために召集された仲間。２人しかいないのは救出後にマノンが仲間になるからである。マノン救出後はハル軍曹、およびマーザー軍曹と交代している。
マーザー軍曹
「救出作戦」の後半で共に戦う兵士、指揮できる兵士の中では最低ランクの体力でたった4，5発の被弾で死亡してしまう、またウイルスハウス作戦で共に戦う仲間でもある。ドイツ軍の塹壕を突破し、ホルトが核攻撃基地に入ろうとすると何故かいなくなる（クリア後に再度登場している）。
ハモンド
「静寂の終り」で登場するアメリカ軍の工兵。C2爆弾を持ち、ドイツ軍の拠点となっている橋を爆破する命令を受けていたが、鐘楼にて彼の死体が見つかる。

### ドイツ軍
クラウス・ミュラー
サンナゼールの地下壕にいる将校。プレイヤーが近づくとMP40を乱射してくる。しかし分が悪くなると逃げていく。
ホルスト・ブレンナー
サンナゼール軍港の基地に居るドイツ軍将校。発電施設の指揮を執っている。
エリッヒ・コスター
ドイツ軍将校。サンナゼール市街地の廃墟と化した教会にて現れる。「北アフリカへの出荷表」を持っている。
アダボルト・ブレヒト
ドイツ軍将校。北アフリカのアブロランカスター墜落現場で、乗員にイギリス軍の機密文書の所在を尋問している。
ハンス・シュナイダー
北アフリカのV2ロケット製造工場にて待ち構えているドイツ軍将校。手榴弾とマシンガンを使った戦闘を得意としており、弾の命中率が異様に高い。また、プレイヤーが発砲すると、「ふん、銃の射撃がなっちゃいないな!」等と、余裕を見せる。
ウォルサー・ニューマン
ドイツ軍将校。ソビエト連邦のスターリングラードにある教会にいる。彼が現れたとき、何故か壇上から鳩（?）が飛び立つ。
フランツ・グルブナー
ドイツ軍将校。「ママエフの丘」におり、彼のすぐ近くに木箱があるにもかかわらず、木箱に隠れないで銃を撃つ等、度胸の持主である。
フォーカー・カベルホフ
「静寂の終り」にて登場するドイツ軍将校。大聖堂の鐘楼の階段にいる。一番上にはアメリカ軍工兵の死体があるため、おそらく彼が殺したとおもわれる。
フレッダー・エンゲル
「救出作戦」にて登場する将校。村の一番大きい倉庫地下でマノン・デュシャンを監禁している。倒すと、ドイツ軍の戦車隊が村に接近してくる。
フォン・シュレイダー
主要登場人物を参照。

## システム
チーム戦術
前作までは、戦争ゲームとは言っても基本的に一人で進んでいくと言う概念だったが、今作はほとんどの場合チームメンバーが同行し、ゲームが進行していく。そのため敵の攻撃力が高く設定されており、一人で突出した行動を取ると簡単に死んでしまう。チームメンバーはプレイヤーより耐久力が高く、攻撃力も若干高めになっている。手近な木箱やレンガといった遮蔽物に隠れる等の行動パターンも設定されており、チームメンバーの行き先を指示し、上手に使っていくことで楽に進行することができる。しかし、AI性能は非常に悪く、「投げた手榴弾が跳ね返ってプレイヤーに誤爆」、「停止している戦車に自ら突っ込んで轢死」、「銃撃に晒されても動かず大きなダメージを受ける」など様々なドジを踏んでしまう。そのため、「まともに戦ってられない」等と批判されることもある。
アドレナリンシステム
実際の戦場では興奮して自分では信じられない“力”を発揮することがあるという、軍事アドバイザーの意見を取り入れた新システム。敵を倒すことによってアドレナリンメーターが溜まっていき、限界まで溜まった状態でアドレナリンを解放することができる。解放中は周囲と自分の動きがゆるやかに認識され、一定時間無敵になり攻撃力が増し、特定の武器以外の銃が無制限に発砲できる。
リバイブシステム
前作までは死亡した場合ステージの最初からやり直さなくてはならなかったが、今作では「リバイブ」を所持している分だけその場で生き返られるようになっている。リバイブは初期に所持している物のに加え、ステージ進行中に表示される「副次任務」を達成することで手に入れることができる。
医療キット
今作ではその場で体力が回復する回復アイテムとは別に、医療キットというアイテムを貯め置き出来るようになった。このアイテムを消費することで任意のタイミングで体力を回復できる他、チームメンバーの回復も行うことができる。
難易度
データはプロファイルという形でそれぞれ管理される。一人プレイ用の「シングルプレイヤー」モードの難易度は新兵・一般兵・古参兵・精鋭の4つから選択可能。一度選択したらそのプロファイルでは変更ができない。後に挙げた物ほどプレイヤーとチームメンバーの受けるダメージが大きくなり、リバイブと医療キットの手に入る数が減る。
手榴弾蹴り
今作から、足元の手榴弾を蹴り遠くへ飛ばすことができるようになった。これにより手榴弾が飛んできても遮蔽物から逃げることなく爆発を回避したり、逆に敵兵を攻撃したりといったことができる。

## マルチプレイ
今作はオフラインのみ、最大4人までの多人数プレイが可能である。前作『ライジング・サン』のようにCPUを対戦相手にすることはできない。対戦の形式は3種類あり、そこから更に勝利条件等を選ぶことができる。マップはシングルプレイで使われた物を元にした6つを含んだ大小様々な15種類。使用できる武器は連合軍と枢軸軍の2陣営、歩兵・重装兵・狙撃兵・ライフル兵の4種からなる兵種のどれを選ぶかによって決まり、移動速度も兵種によって異なる。キャラクターの外見も2陣営それぞれ4種の中から選択可能。どの対戦形式でも、3種ある黄色いアイコンに接近することで兵種の変更及び弾丸の補給、バズーカの入手、武器のアップグレードが行える。武器のアップグレードによって手に入る武器はその時所持していた武器によって変わる。共通したオプションとして、同陣営のプレイヤーの弾が当たった時にダメージを受けるかどうかの「同士討ち」のオン・オフ、対戦の制限時間の長さの設定ができる。以下、対戦形式について説明する。
デスマッチ
プレイヤー同士で単純に戦い、規定した数だけ他プレイヤーを倒したプレイヤーの勝ち。「陣営」設定をオンにすることでチーム戦を行うことも可能。
枢軸軍 対 連合軍
2陣営のどちらかのチームとして、5種類のルールで争うモード。敵の基地に爆弾を仕掛け30秒間解除されずに爆破した方が勝利する「オーバーロード」、固定された3本のフラッグを、接近した状態を保つことで確保し、全て確保してから10秒間守りきれば勝利の「ドミネーション」、1本のフラッグを決められたドロップゾーンまで持ち帰り、10秒間確保すれば勝利の「アーティラリー・フラッグ」、敵陣にあるフラッグを奪い、自陣に持ち帰った数を競う「キャプチャー・ザ・フラッグ」、フラッグを取得すると出現するドロップゾーンに運んだ数を競う「キャリー・ザ・フラッグ」があるが、「カスタム」ルールでは次に挙げるフリー・フォー・オールのルールも使用できる。
フリー・フォー・オール
プレイヤーがそれぞれ独立してポイントを競うモード。「キャリー・ザ・フラッグ」を含む、固定されたフラッグに接近しただけポイントを得られる「ポゼッション」、1本のフラッグを持ち歩いている間ポイントが得られる「サバイバル」、バズーカを使って他のプレイヤーを倒すとポイントを得られる「ネメシス・ストライク」の4種のルールがある。

## ステージ一覧
シングルプレイは4つのキャンペーン、全11ステージから成る。フランス・ソビエト連邦・バルジの戦いのキャンペーンはそれぞれ実際に存在する作戦や激戦区をモデルにしている。

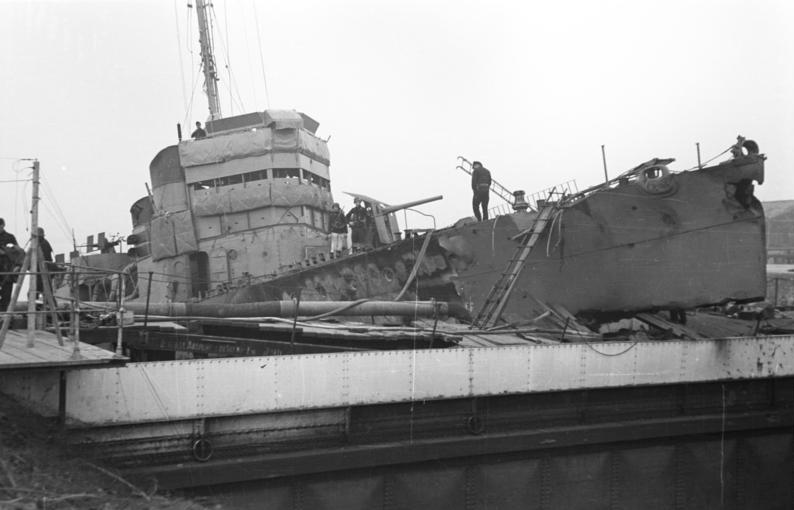
ドックに突入した駆逐艦キャンベルタウン

フランス サン・ナゼール
フランスのキャンペーンはあらすじにある「チャリオット作戦」を舞台としている。ナント近郊の港街「サン・ナゼール」にある戦艦ティルピッツの修理用乾ドックに打撃を与えるべく、イギリスが軍を動かす。1942年3月28日の午前1時15分。ホルトはイギリスの駆逐艦キャンベルタウンの中で唯一のアメリカ人として作戦に参加していた。イギリスのコマンド部隊が目的としていたのはドックの破壊のみであるが、ホルトはOSSからドイツ軍の情報収集も命じられていた。キャンベルタウンはドイツの旗を掲げサン・ナゼールのドイツ軍のドックに接近していたが、擬装が見破られ激しい砲撃に晒される。艦はイギリスの旗を掲げなおしながら応戦、体当たりで着岸する。ドックには武装したドイツ兵が待ち構えており、イギリス軍の揚陸を阻む。全4ステージ構成。
第1ステージ「チャリオット作戦」(Operation Chariot)
ドックに乗り込んだホルトは先行したベック大尉と連絡を取り無線で爆撃機を呼び、ドイツ軍のバリケードを吹き飛ばす。チュートリアル的なステージであり、いくら被弾してもホルトは死亡しない。
第2ステージ「サン・ナゼール強襲」(Raid On St.Nazaire)
イギリス軍と共にドックに侵入、ドイツ軍の対空砲等を無力化しながら施設を制圧し、燃料タンクを爆破してドックの破壊に成功、軍用列車で到着したドイツ軍の増援を突破しつつ、キャンベルタウンに帰艦する。ここからプレイヤーのチームメンバーが登場する。前ステージとあわせ、各所でヘルプが表示されるチュートリアルミッション。
第3ステージ「灯が消えた港街」(Lights Out In The Port City)
その後イギリス軍は部隊を分けて街を攻撃、ホルトも攻撃に加わり湾岸部のドイツ軍指揮所( HQ )を制圧するが、新たに現れたドイツ軍に部隊の回収艇を沈められ、街中で孤立してしまう。部隊は軍の湾岸施設を通り抜け、ドイツ軍の活動を制限すべく発電施設の爆破を行う。
第4ステージ「暁の脱出」(Escape At Down)
ドイツ軍が占拠する街を通り抜け、サン・ナゼールからの脱出を目指す部隊。無線連絡をしても増援の望みはなく、自力で脱出せよという命令のみ。隊長は苛立ちを隠しきれぬも進軍を再開する。他の部隊と合流しつつサン・ナゼールの街に展開するドイツ軍の包囲を突破し、街の出口を目前に迎える一行。そこには戦車を配した敵の防衛線が待ち構えていたが、ホルトが戦車を撃破し、部隊はサン・ナゼールの街を脱出する。
北アフリカ チュニジア
北アフリカにてドイツが将校フォン・シュレイダーの指揮で秘密兵器の試験を行っているとの情報を手にしたOSSはチュニジアのサハラ砂漠にホルトを送り込む。ホルトは勇猛果敢な精鋭部隊イギリス第7機甲師団、通称「砂漠のネズミ」と協力し、情報の収集と兵器の破壊を目的として砂漠に隠されたドイツ軍の施設を探索する。全2ステージ構成。
第1ステージ 「ブラインドホールド作戦」(Operation Blindford)
1942年5月17日、ホルトと砂漠のネズミの偵察隊は、砂漠の渓谷の中にドイツ軍の掩蔽壕と試作戦車を発見する。部隊は付近のレーダー施設などを破壊しながら掩蔽壕に接近、格納されたままの試作タイガー戦車を全て破壊する。掩蔽壕を制圧したホルトはその内部で地下施設への入り口を発見する。
第2ステージ 「沈黙のV2作戦」(Operation V2 Silence)
単独で地下施設に潜入したホルト。そこは新型兵器「V2ロケット」の開発が進められる軍事施設であった。ホルトは捕らえられていた3名のSAS隊員を救出し、共に施設を進む。地上の巨大な工場に出たホルトは、製造中のV2ロケットを発見する。地上を通り到着した砂漠のネズミ本隊は工場内で激しい銃撃戦を展開、ホルトはその中でV2ロケットに爆弾を設置する。部隊が脱出すると同時にV2ロケットは工場もろとも大爆発を起こす。
ソビエト連邦 スターリングラード
東部戦線を舞台としたキャンペーン。ソビエト連邦軍の作戦に参加しながら、フォン・シュレイダーに繋がる「ウイルスハウス」についての情報を収集するのが目的である。全2ステージ構成。
第1ステージ 「スターリングラードへの道」(The Rord To Stalingrad)
1943年1月28日、スターリングラード郊外にて、ホルトは現地のパルチザン部隊と協力し列車砲を破壊することになる。銃を取り、ゲリラ活動を行うパルチザン部隊の中には女性の姿もあった。列車砲を爆破したホルトはそのままドイツ軍に占拠されていた教会を奪還する。
第2ステージ 「ママエフの丘」(Climbing Mamayev Hill)
教会を奪還後、ママエフ丘に転じたホルトはソ連の正規軍の制圧作戦に参加する。当地では既に川を挟んでソ連軍とドイツ軍が激戦を繰り広げており、作戦開始時には攻勢に出たドイツ軍に拠点を占拠されかけていた。ドイツ軍を押し返し、戦地の只中で発煙筒を起動してロケット弾の支援砲撃を受け施設の制圧に向かうホルト。制圧した牧師館で手に入れた「ウイルスハウス」に関する機密情報をOSSに送信したホルトは、同じ情報を狙っているソ連軍からこれを隠蔽すべく建物を爆破する。
バルジの戦い ベルギー
フォン・シュレイダーの存在を確認したOSSはホルトをベルギーに潜入させる。しかし、その地でフォン・シュレイダーについて調査していたフランス人諜報員マノン・デュシャンは消息を絶っていた。ホルトは彼女とフォン・シュレイダー両名の行方を調査すべく現地の軍に参加していたが、そこに疲弊しきっていると思われていたナチス・ドイツ最後の大反撃が襲い掛かる。全3ステージ構成。
第1ステージ 「静寂の終り」(Mission To Rocherath)
1944年12月16日7時00分アルデンヌ地方クリンケルト付近。ホルトはアメリカ軍に参加していた。周囲は静寂に包まれ、ドイツ軍の活動は止んでいると思われていたが、突如として隊員の一人を吹き飛ばした砲撃を皮切りに、ドイツ軍の大攻勢が開始される。ホルトは部隊と共に指揮所まで後退し、次々と押し寄せるキング・タイガー戦車群を撃退した後、連絡が途絶えた工兵を探しに教会へ移動。鐘楼の頂上で彼の死体を見つける。残されたC2爆弾を入手したホルトは、ドイツの侵入路である橋を爆破し侵攻を食い止める。
第2ステージ 「救出作戦」(Farmhouse Liberation)
ドイツの攻勢に再編成を余儀なくされたアメリカ軍だが、その最中にマノン・デュシャンが近隣の村に捕らえられていることが判明する。ホルトは急遽結成されたチームと共に尋問されているマノンの救出に向かう。時はクリスマス。ドイツの戦車隊が向かっているという情報を得ている一行は時間に追われながらもマノンを救出、彼女もまた銃を取り到着した戦車隊を迎え撃った。やがて到着したアメリカ軍の増援に押され、ドイツ軍は敗走する。
第3ステージ 「ウイルスハウス作戦」(Operation Virus House)
マノンが掴んでいた情報からドイツがアルデンヌで核爆弾を開発していることが判明する。追い詰められたドイツが核兵器を使用する可能性を危惧したOSSは事態の早急な解決を図る。アルデンヌの森は両軍が混じりあい、怒号と悲鳴が飛び交う乱戦の様相を呈していた。苛烈な戦場を突破し、ドイツの核攻撃基地に単身で乗り込むホルト。多数のドイツ兵が待ち受ける基地内でついにシュレイダーが姿を現す。核爆弾を作動させ、ドイツの勝利を宣言するシュレイダー。しかしホルトは多くのドイツ兵に阻まれながらも、シュレイダーを抹殺し、核兵器の作動を止める。爆弾は地下に落下し、爆発。ふらつきながら基地から抜け出したホルトにOSSから新たな指令が届き、彼はまた戦場に戻っていく。